# Radim Marada
Radim Marada (* 1. března 1961 Vyškov) je český sociolog, který od roku 2004 působí jako docent na Fakultě sociálních studií Masarykovy univerzity v Brně. Předtím studoval také sociologii na New School for Social Research in New York. Mezi lety 1999–2011 byl vedoucím redaktorem časopisu Sociální studia.

## Život
Radim Marada se narodil 1. března 1961 ve Vyškově u Brna, kde také vystudoval základní školu. Po střední škole nastoupil na VŠE v Praze, kde se z něj stal inženýr ekonomie v roce 1984. Poté se přesunul do Brna, kde na UJEP roku 1987 získal doktorát filozofie (obor sociologie). V roce 1991 začal studovat New School for Social Research v New Yorku, kde v roce 1995 v oboru sociologie získal titul Ph.D. V roce 2004 se stal docentem na Masarykově Univerzitě na Fakultě sociálních studií, kde působí dodnes.

## Zaměstnání
V letech 1987–1991 pracoval v Ústavu pro filosofii a sociologii ČSAV. Po svém studiu pracoval od roku 1993 na FF MU (Filosofická fakulta Masarykovy univerzity) a po jejím založení roku 1998 pracuje dodnes na FSS MU (Fakulta sociálních studií Masarykovy univerzity). Na FF MU působil mezi lety 1993–1998 jako koordinátor doktorského programu sociologie. Na FSS MU poté zastával několik funkcí. Mezi lety 1999–2003 byl proděkanem pro distančním studium, v letech 2003–2011 byl vedoucím katedry sociologie. Zároveň byl od roku 2004 odborným garantem bakalářského a magisterského studijního programu Sociologie (do roku 2012), magisterského studijního programu Sociology (do roku 2014). Od roku 2008 je garantem doktorského studijní programu European Joint Degree in Social Representations and Communication a od roku 2010 je garantem magisterských studijních programů Cultural Sociology a Joint Degree in Cultural Sociology. Mezi lety 2013–2016 byl vedoucím oborové rady doktorských programů Sociologie a Sociology. Zároveň působil jako vedoucí redaktor akademického časopisu Sociální studia.

## ČasopisSociální studia
Sociální studia je název odborného periodika, které bylo založeno roku 2004. Vydává ho Masarykova univerzita. Časopis se věnuje primárně sociologickým tématům, ale lze v něm najít i články týkající se politologie, antropologie, etnologie, historie, filosofie, a sociologicky poučné. Časopis reflektuje nové a provokativní otázky substantivního, konceptuálního, teoretického nebo metodologického charakteru. Také se v něm nachází texty soustředící se na oblast střední Evropy.

## Výzkum
Mezi hlavní předměty jeho výzkumu patří hlavně grantované kolektivní paměť a formování etnických identit, kolektivní paměť a transformace městského prostoru, etnicita a vzdělávání, vzorce mezi-generačního konfliktu po roce 1989, kulturní reprezentace mládí v protestních hnutích a rozvoj občanské společnosti v postkomunistických zemích po roce 1989. Jeho koníčkem je však výzkum sociologie fotbalu, kterou by se jednou chtěl plně zabývat. Dále ho zajímá výzkum kulturního podloží transsexuality a historické formování moderních kulturních forem.

## Dílo
Radim Marada dosud vydal devět článků, jednu odbornou knihu, jedno monotematické číslo časopisu, jeden sborník a 13 kapitol v různých odborných knihách. V roce 2000 byl vydán sborník Sociální exkluze – v průsečíku myšlenkových tradic, ke kterému napsal úvodní text. Představuje zde teoretický kontext, ve kterém se vytvářela diskuze o sociálním vyloučením. Ukazuje cestu, jakou se problém sociální stratifikace dostává přes nerovnosti až k sociální exkluzi a demonstruje tak, v jakém smyslu je problémem moderní společnosti. Zároveň také představuje jednotlivé příspěvky ve sborníku.
V roce 2003 vyšla jeho odborná kniha Kultura protestu a politizace každodennosti. Zde mapuje podmínky a povahu anti-režimního protestu v moderních státech. Sleduje základní rysy kultury protestu coby všeobecně srozumitelného způsobu veřejného jednání. Píše zde, že protestní hnutí nejsou pouze negativistickou reakcí, ale jako kulturní symbol, který sám omlazuje a dává určitý sociální status.
V roce 2005 napsal celé, monotematické číslo časopisu Sociální studia, nazvané „Dilemata občanské společnosti“. Je zaměřené na otázky občanství, občanské společnosti, sociální integrace, občanského aktivismu a proměn občanského sektoru. Také probírá paradoxy, které přináší institucionalizovaného občanství.
Marada také napsal články ve sbornících Nové třídy, nová hnutí a Protest a občanská společnost a také několik kapitol v mnoha knihách, mezi které patří například Historická sociologie od Jiřího Šubrta nebo v Sociálních konstrukcích reality od P. L. Bergera a T. Luckmanna.

### Seznam děl
- 1993 – Mannheim, Schmitt and Decision-Making in the Sphere of Politics – kapitola v knize Sborník prací FF MU Brno, řada G37
- 1995 – Frankfurtská škola – kapitola v knize Sociologické školy, směry, paradigmata
- 1995 – Intelektuálové a ideologie – článek v odborném periodiku Sociologický časopis (ročník: 30, vydání: 4)
- 1995 – Liberální demokaracie a etika diskursu – kapitola v knize Sociální studia
- 1996 – Kulturstandarts und postkommunistische Transformation. Das Beispiel Tschechien, kapitola v knize Sprache, Wirtschaft und Kultur. Deutsche und Tschechen in Interaktion
- 1996 – Power, Money, and the Good: Civil Society between the State and Market, kapitola v knize Sociální studia
- 1998 – Can Inactive Society Be Civil? Článek v odborném periodiku Sociální studia (ročník: 3, vydání: 1)
- 1999 – Existenciání humanismus Bergera a Luckmanna, kapitola v knize Sociální konstrukce reality (Berger, P.L. a Luckmann, T)
- 2000 – Étos, zájmy dispozice: o sociálních zdrojích občanství – článek v odborném periodiku Sociologický časopis (ročník: 36 (2000), vydání: 4)
- 2000 – Nové třídy, nová hnutí – článek ve sborníku Sociální studia
- 2000 – Sociální exkluze – v průsečíku myšlenkových tradic – sborník
- 2003 – Kultura protestu a politizace každodennosti – odborná kniha
- 2004 – Kritický intelekt a buržoazní věda: Pojednání o Bergerově Pozvání do sociologie – článek v odborném periodiku Biograf – časopis nejen pro biografickou a reflexivní sociologii (ročník: 1/2004, vydání: 33)
- 2004 – Social Construction of Youth and Formation of Generational Awareness after Socialism – kapitola v knize Society, Reproduction and Contemporary Challenges
- 2005 – Dilemata občanské společnosti – monotematické číslo časopisu Sociální studia
- 2005 – Občanská společnost: mezi inkluzí a okluzí – článek v odborném periodiku
- 2005 – Protest a občanská společnost – článek ve sborníku Demokracie, veřejnost a občanská společnost
- 2005 – Růstová dilemata občanského sektoru – článek v odborném periodiku Sociální studia (ročník: 2005, vydání: 1)
- 2006 – Od Marxe k Alexanderovi: občanská inkluze jako problém moderní společnosti – kapitola v knize Etnická různost a občanská jednota
- 2006 – Sčítání lidu: Romští Češi nebo čeští Romové – kapitola v knize Etnická různost a občanská jednota
- 2006 – Váš Trianon, náš holocaust: segregace a inkluze kultur vzpomínání – kapitola v knize Etnická různost a občanská jednota, rok: 2006, počet stran: 25 s.
- 2006 – Centrá a predmestia : Hranice solidarity v mestskom prostore – kapitola v knize Etnická různost a občanská jednota
- 2007 – Karl Mannheim: Sociologie generací – kapitola v knize Historická sociologie. Teorie dlouhodobých vývojových procesů
- 2007 – Paměť, trauma, generace – článek v odborném periodiku Sociální studia (ročník: 2007, vydání: 1-2)
- 2008 – Civic Sector and Organizational Identity. Formation of Civic Identities after 1989 – článek v odborném periodiku Polish Sociological Review (ročník: 2/2008, vydání: 162)
- 2009 – Rodáci, odrodilci a adoptovaní: sport v transnacionálních souvislostech – článek v odborném periodiku Sociální studia (ročník: 2009, vydání: 1)
- 2014 – Civil Society Representing and Represented – kapitola v knize Zivilgesellschaft und Menschenrechte im ostlichen Mitteleuropa. Tschechische Konzepte der Burgergesellschaft im historischen und nationalen Vergleich